# Julie Is Her Name
Julie Is Her Name — дебютный студийный альбом американской певицы и актрисы Джули Лондон, выпущенный в 1955 году на лейбле Liberty Records.

## Об альбоме
Продюсером альбома стал её муж Бобби Труп. В качестве музыкантов в записи альбома приняли участие гитарист Барни Кессел и контрабасист Рэй Литервуд.
Альбом занял второе место в альбомном рейтинге Billboard, а сингл «Cry Me a River» стал самым успешным её синглом в чартах в карьере (9 место в США, 22 — в Великобритании, 46 — в Италии).
Впервые пластинка была издана в 1955 году на лейбле Liberty Records под каталожным номером LRP-3006, в 1960 году альбом был переиздан со стереофоническим звуком под каталожным номером LST-7037. В 1992 году лейбл Capitol Records выпустил данный альбом вместе с альбомом 1958 года Julie Is Her Name, Volume II. Также лейбл Hallmark Music в 2007 году переиздал альбом вместе со следующим альбомом Lonely Girl.

## Критика
| Оценки критиков | Оценки критиков |
| Источник        | Оценка          |
| --------------- | --------------- |
| AllMusic        | [ 4 ]           |

Джазовый критик Скотт Яноу назвал этот альбом одним из лучших в карьере Джули Лондон. Интерпретации известных стандартов показались ему простыми, но в то же время исполненными со вкусом. Он особо выделил песни «I Should Care», «Say It Isn’t So», «Easy Street» и «Gone with the Wind».

## Список композиций
| №                   | Название                     | Автор(ы)                               | Длительность |
| ------------------- | ---------------------------- | -------------------------------------- | ------------ |
| 1.                  | «Cry Me a River»             | Артур Гамильтон                        | 2:36         |
| 2.                  | «I Should Care»              | Пол Уэстон, Аксель Стордаль, Сэмми Кан | 2:35         |
| 3.                  | «I’m in the Mood for Love»   | Джимми Макхью, Дороти Филдс            | 2:28         |
| 4.                  | «I’m Glad There Is You»      | Джимми Дорси, Пол Мадейра              | 2:34         |
| 5.                  | «Can’t Help Lovin’ That Man» | Джером Керн, Оскар Хаммерстайн II      | 3:08         |
| 6.                  | «I Love You»                 | Коул Портер                            | 1:58         |
| 7.                  | «Say It Isn’t So»            | Ирвинг Берлин                          | 2:00         |
| 8.                  | «It Never Entered My Mind»   | Ричард Роджерс, Лоренц Харт            | 2:25         |
| 9.                  | «Easy Street»                | Алан Ранкин Джоунс, Бад Карлтон        | 3:12         |
| 10.                 | «’S Wonderful»               | Джордж Гершвин, Айра Гершвин           | 1:33         |
| 11.                 | «No Moon at All»             | Дэвид Манн, Редд Эванс                 | 1:53         |
| 12.                 | «Laura»                      | Дэвид Рэксин, Джонни Мерсер            | 1:37         |
| 13.                 | «Gone with the Wind»         | Элли Врубель, Герберт Магидсон         | 2:05         |
| Общая длительность: | Общая длительность:          | Общая длительность:                    | 30:04        |

## Чарты
| Чарт (1956)             | Высшая позиция |
| ----------------------- | -------------- |
| США (Billboard Top LPs) | 2              |